# V706 Андромеды
V706 Андромеды (лат. V706 Andromedae) — двойная затменная переменная звезда типа Алголя (EA) в созвездии Андромеды на расстоянии приблизительно 3135 световых лет (около 961 парсека) от Солнца. Видимая звёздная величина звезды — от +13,07m до +11,8m. Орбитальный период — около 2,5209 суток.

## Характеристики
Первый компонент — жёлто-белая звезда спектрального класса F-A. Радиус — около 2,44 солнечных, светимость — около 17,002 солнечных. Эффективная температура — около 7497 K.